# Vöckla
Vöckla är ett vattendrag i Österrike. Det ligger i förbundslandet Oberösterreich, i den centrala delen av landet, 210 km väster om huvudstaden Wien.
Runt Vöckla är det i huvudsak tätbebyggt. Runt Vöckla är det ganska tätbefolkat, med 120 invånare per kvadratkilometer.